# Грудуськ (гміна)
Гміна Грудуськ (пол. Gmina Grudusk) — сільська гміна у центральній Польщі. Належить до Цехановського повіту Мазовецького воєводства.
Станом на 31 грудня 2011 у гміні проживало 3914 осіб.

## Площа
Згідно з даними за 2007 рік площа гміни становила 96.69 км², у тому числі:
- орні землі: 91.00%
- ліси: 4.00%

Таким чином, площа гміни становить 9.10% площі повіту.

## Населення
Станом на 31 грудня 2011:
| Опис     | Загалом | Загалом | Чоловіки | Чоловіки | Жінки | Жінки |
| -------- | ------- | ------- | -------- | -------- | ----- | ----- |
| одиниця  | осіб    | %       | осіб     | %        | осіб  | %     |
| все      | 3914    | 100     | 1946     | 49.72    | 1968  | 50.28 |
| міське   | 0       | 100     | 0        |          | 0     |       |
| сільське | 3914    | 100     | 1946     | 49.72    | 1968  | 50.28 |

## Сусідні гміни
Гміна Грудуськ межує з такими гмінами: Дзежгово, Реґімін, Ступськ, Черніце-Борове, Шидлово.